# Flower Tucci

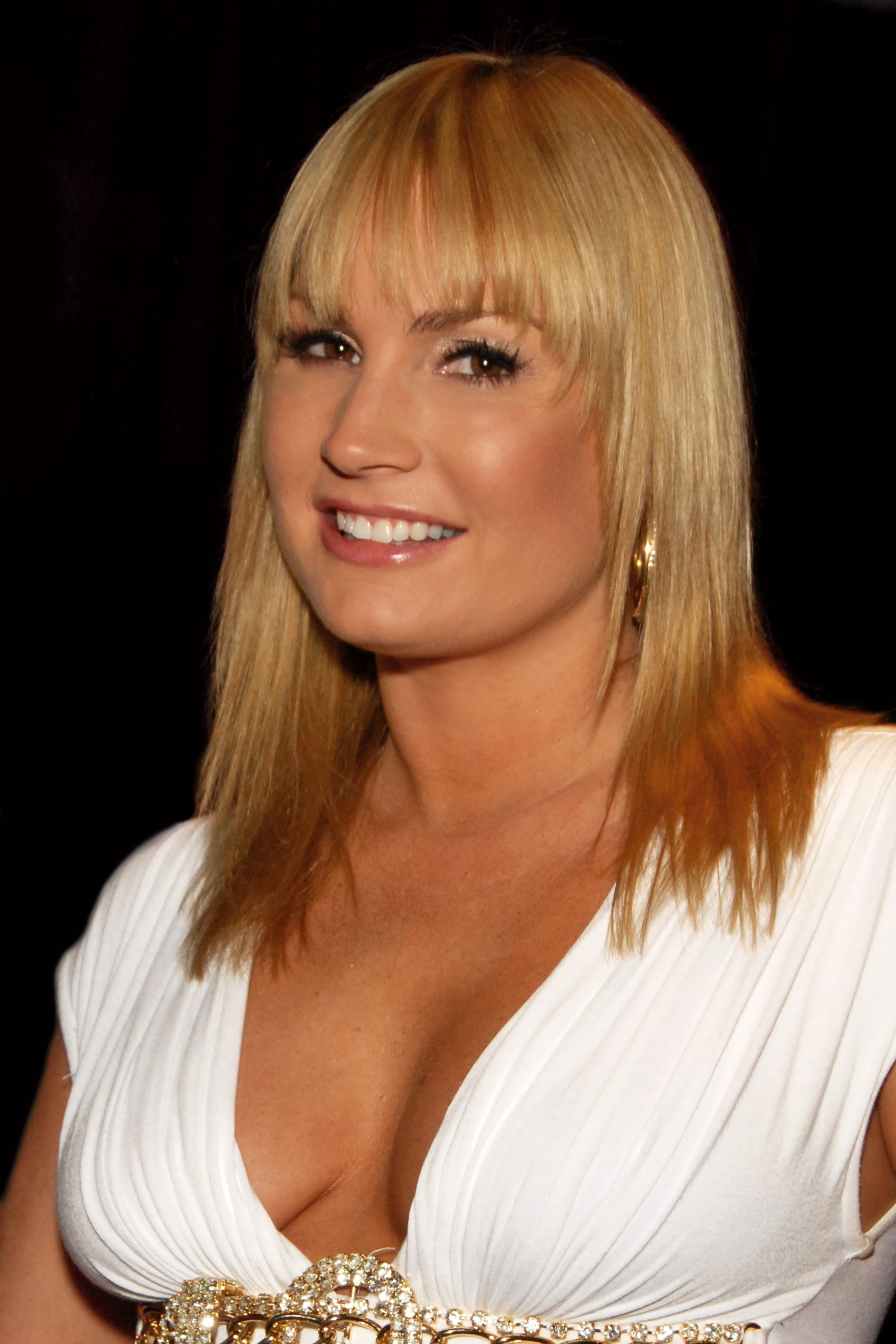
Flower Tucci bei den XRCO Awards (2009)

Flower Tucci (* 2. Januar 1978 als Carole Elizabeth Molloy in Burbank, Kalifornien) ist eine US-amerikanische Pornodarstellerin, die besonders für ihr Squirting bekannt ist.

## Leben
Flower Tucci drehte einige wenige Filme, bevor sie sich ab 2002 stärker betätigte und ihre ersten Filme mit männlichen Partnern drehte. Seitdem hat sie laut IAFD in fast 400 Filmen mitgespielt. Einige davon wurden nach ihr benannt, darunter die sechsteilige Serie Flower's Squirt Shower, die zwischen 2005 und 2008 bei Elegant Angel erschien. Die Teile zwei bis vier dieser Reihe wurden zwischen 2006 und 2008 mit dem AVN Award in der Kategorie Best Specialty Release – Squirting ausgezeichnet. 2007 wurde außerdem die Serie als Best Specialty Series – Squirting ausgezeichnet.
Sie selbst war 16 Mal für den AVN Award nominiert und konnte diesen 2007 gewinnen. 2009 wurde ihr Film The Violation of Flower Tucci für den XRCO Award nominiert.

## Filmografie (Auswahl)
- 2002: Balls Deep 6
- 2003: Blowjob Fantasies 18
- 2004: P.O.V. Squirt Alert
- 2005: Suck It Dry 1
- 2005: Swallow My Squirt 1, 2
- 2005: Jack’s Playground: Big Ass Show
- 2005–2008: Flower’s Squirt Shower 1–6
- 2005: Big Wet Asses 7
- 2006–2008: Women Seeking Women 27, 39
- 2007: Squirting Vaginas
- 2008–2010: Big Ass Fixation 3, 6
- 2008: Strap Attack 8
- 2009: The Violation of…|The Violation of Flower Tucci
- 2009: Big Butts Like It Big 2
- 2010: Masturbation Nation 7

## Auszeichnungen & Nominierungen
- 2007: AVN Award für Best Group Sex Scene, Video im Film Fashionistas Safado – The Challenge (zusammen mit Belladonna, Melissa Lauren, Jenna Haze, Gianna, Sandra Romain, Adrianna Nicole, Sasha Grey, Nicole Sheridan, Marie Luv, Caroline Pierce, Lea Baren, Jewell Marceau, Jean Val Jean, Christian XXX, Voodoo, Chris Charming, Erik Everhard, Mr. Pete und Rocco Siffredi)[4]
- 16 Nominierungen AVN Award
- 2 Nominierungen XRCO Award
- 13 Nominierungen F.A.M.E. Award